# Jair Silveira
Jair Silveira (Antônio Carlos, 22 de novembro de 1948) é um funcionário público e político brasileiro. Filho de Lino Silveira e de Alaíde Regis Silveira. Casou com Zeneide Baccin Silveira, com quem teve filhos. 
Na terra natal cursou o 1º grau (atual ensino fundamental) na Escola Altamiro Guimarães. O 2º grau (hoje ensino médio) realizou na Escola Técnica Federal de Santa Catarina, em Florianópolis. 
Secretariou a Federação das Associações Comerciais e Industriais de Santa Catarina (FACISC). 
Atuou como escrivão, delegado de polícia, encarregado na Cadeia Pública de Xanxerê, e chefe de gabinete da Prefeitura no mesmo município.
Foi vereador na Câmara Municipal de Xanxerê em três mandatos (1977-1982; 1983-1988 e de 1989-1991), todos eleito pelo Partido Democrático Social (PDS).
Foi eleito deputado estadual à Assembleia Legislativa de Santa Catarina pelo Partido da Reconstrução Nacional (PRN), com 11.008 votos, e participou da 12ª Legislatura (1991-1995). Nesse período, foi 4º Secretário da Mesa Diretora da Casa.
Nas eleições de 1994, candidatou-se novamente ao cargo de deputado estadual, pelo Partido Progressista Reformador (PPR), com 11.945 votos e obteve uma suplência, mas não foi convocado.